# Requiem für einen Freund
Requiem für einen Freund ist die sechste Folge der ZDF-Krimireihe Joachim Vernau mit Jan Josef Liefers in der Titelrolle als Berliner Anwalt. Sie entstand unter Regie von Josef Rusnak nach dem gleichnamigen Roman von Elisabeth Herrmann. Die Erstausstrahlung am 11. Januar 2021 als Fernsehfilm der Woche wurde von 9,33 Millionen Zuschauern gesehen und erreichte somit einen Marktanteil von 27,4 %.

## Handlung
Rechtsanwalt Joachim Vernau wird eines Nachmittags von einem Harry Fischer aufgesucht, der unangemeldet seine Steuerabrechnungen überprüfen soll. Vernau lässt ihn seine Arbeit tun und trifft sich am Abend mit seinem alten Freund Marquardt. Bei ihrem Gespräch äußert dieser, gerade große Probleme mit der chinesischen Mafia zu haben, der er Geld schulde. Kurze Zeit später wird Vernau von Fischer angerufen, der noch immer in seinem Büros sitzt, und wegen eines vier Jahre alten Bewirtungsbelegs befragt, den er gefunden habe. Als Vernau ins Büro zurückkommt, findet er Fischer tot am Schreibtisch. Noch am gleichen Tag verlässt Marquardt fluchtartig das Land. Vernau wird von Schlägern eines arabischen Klans bedroht. Sie sind auf der Suche nach Marquardt, der ihrem Klanchef, Adil Kalaman, ebenfalls Geld schuldet: zweieinhalb Millionen Euro. Kalaman setzt Vernau ein Ultimatum, binnen 48 Stunden Marquardt zu finden. Während Vernau sich auf die Suche macht, ruft ihn seine Mitarbeiterin Marie-Luise Hoffmann an. Sie hat über Fischer recherchiert; der Mann habe nicht für das Finanzamt gearbeitet, sondern seit Jahren wegen Bestechung und Geldwäsche in großem Stil ermittelt. Nun bekommt die Frage nach dem Bewirtungsbeleg einen Sinn, denn an jenem Tag hat sich eine Staatsanwältin umgebracht, die längere Zeit erfolglos versucht hatte, gegen Machenschaften in der Berliner Immobilienbranche vorzugehen. In diese Ermittlungen war auch die Anwaltskanzlei Marquardt verwickelt gewesen, für die Vernau seinerzeit arbeitete.
Auf der Suche nach Marquardt nimmt Vernau Kontakt auf mit dessen Hauptklienten Andreas Hartmann, einem der größten Immobilienhändler Berlins. Hier trifft er überraschend auf Marquardts Sekretärin und Affäre Tatjana Wolgast, die offensichtlich mit Hartmann eng vertraut ist. Später sucht Tatjana Vernau auf und erklärt ihm, dass es aktuell nicht direkt um Geldwäsche geht, sondern um Kontodaten einer Schweizer Bank, die einflussreiche Berliner Kunden betreut. Diese Daten wollte vor vier Jahren ihr damaliger Mann, der bei der Bank arbeitete, der Staatsanwaltschaft Berlin verkaufen, und er hatte eine kleine Vorschau der damals zuständigen Staatsanwältin geschickt. Dabei ging es um Steuerbetrug von Berliner Baulöwen wie Hartmann, Sprengler und sogar Innensenator Schweiger, gegen die die Staatsanwältin auch ein Verfahren einzuleiten versucht hatte. Wegen Geldproblemen hat Tatjanas Mann die Daten nach einiger Zeit Hartmann für fünf Millionen angeboten und sich deswegen mit dessen Anwalt Marquardt getroffen. Später wurde er dann tot aufgefunden. Um Hartmann und Marquardt auszuspionieren und Beweise für ihren Betrug zu sammeln, hat Tatjana daraufhin sogar ein Verhältnis mit Marquardt angefangen.
Nach dem Treffen wird Vernau auf dem Rückweg in sein Büro von einem Mitglied der chinesischen Mafia verfolgt, aber von Adil Kalaman aus der bedrohlichen Situation gerettet. Auch Kalaman scheint an den Kontodaten interessiert zu sein und vermutet, dass sich Marquardt damit ins Ausland abgesetzt hat. Obwohl Tatjana nach ihrer Aussage die Daten selbst nicht mehr besitzt, planen Vaasenburg und Vernau, mit ihrer HIlfe Innensenator Schweiger, den sie über Hartmann kontaktieren, bei einer fingierten Speicherstick-Übergabe zu verhaften. Während des Einsatzes beichtet Tatjana Vernau telefonisch, dass sie die gesuchten Daten doch die ganze Zeit hatte und sie ihm den Stick heimlich in die Jackentasche gesteckt hat, wo er ihn auch findet. Am Ende wird die Polizeiaktion ein Fehlschlag, da Schweiger gar nicht auftaucht und sowohl Hartmann als auch Tatjana umgebracht werden.
Vier Wochen später erhält Vernau die Nachricht, Marquardt habe in Mexiko einen tödlichen Unfall gehabt. Das Auto sei komplett ausgebrannt, aber anhand des Zahnstatus sei absolut sicher Marquardt das Unfallopfer. Vernau hat Zweifel und fährt zu Marquardts Villa, wo er nun auch dessen Frau nicht mehr antrifft. So wie es aussieht, hat auch sie das Land verlassen, und so reist Vernau unverzüglich nach Mexiko. Er hat eine Ahnung, wie er Marquardt finden könnte, und hat Erfolg. Auf einem abgesicherten Privat-Areal trifft er seinen alten Freund beim Golfspielen. Der räumt ein, die Daten zu besitzen, die für ihn eine Lebensversicherung seien, da er seinen Gegnern gedroht hat, sie im Notfall online zu veröffentlichen.
Vernau ist von seinem Freund enttäuscht und beabsichtigt, die Kopie der Daten, die er von Tatjana erhalten hat, an die Berliner Staatsanwaltschaft zu schicken.

## Nebenhandlung
Vernau schlägt sich privat mit der „Knox-Kapital AG“ herum, die unter vielen anderen Immobilien in Berlin auch das Haus besitzt, in welchem Vernaus Mutter seit Jahren wohnt und nun ausziehen soll. Nach Vernaus juristischem Sieg, der den Mietvertrag seiner Mutter weiterhin für gültig erklärt, beginnt die AG mit Sanierungsarbeiten, um die Mieter aus dem Haus zu vergraulen. Damit schafft es der Vermieter am Ende, Hildegard Vernau und ihre Mitbewohnerin Ingeborg Huth aus der Wohnung zu treiben, und sie ziehen aus.

## Produktion
Der Film wurde im Auftrag des ZDF durch die Network Movie Film- und Fernsehproduktion realisiert. Die Dreharbeiten fanden im Zeitraum vom 11. August bis zum 12. September 2020 in Berlin statt. Die Kamera führte Moritz Anton. Für den Ton zeichnete Philipp Sehling verantwortlich, für das Szenenbild Thomas Hainich, für das Kostümbild Natascha Curtius-Noss und für die Maske Lisa Lampas. Die redaktionelle Verantwortung trug Daniel Blum seitens des ZDF.

## Kritiken
Bei tittelbach.tv vergab Tilmann P. Gangloff 3,5 von 6 möglichen Punkten und kritisierte einen aus seiner Sicht etwas unentschlossen wirkenden „Tonfall“ des Films. Gangloff meint: „Angesichts von diversen Morden, die allesamt im Zusammenhang mit brisanten Schwarzgeldunterlagen stehen, wirkt die gelegentliche Flapsigkeit der Hauptfigur eher unpassend; in diesen Momenten erinnert Jan Josef Liefers allzu sehr an den Rechtsmediziner Boerne im ‚Tatort‘ aus Münster. Nach wie vor sträflich unterbeschäftigt und daher im Grunde überbesetzt ist Stefanie Stappenbeck als Vernaus Kanzleipartnerin und Vermieterin. Die Handlung ist allerdings von gewohnter Komplexität; Musik & Bildgestaltung sind wie schon beim letzten Film ausgezeichnet.“
Oliver Armknecht wertete für film-rezensionen.de und schrieb: „Es wird hier nie so genau klar, was der Film eigentlich sein will und worum es gehen soll. Das hat jedoch weniger damit zu tun, dass das Publikum in die Irre geführt werden soll, wie es manche Mysterythriller tun. Vielmehr leidet der Krimi unter einer gewissen Beliebigkeit, wenn hier alles Mögliche miteinander vermischt wird, bis am Ende eine unidentifizierbare Masse herauskommt. Die ist dann zwar nicht wirklich schlecht, ein paar Auftritte der Figuren machen schon Spaß. Trotz der inhaltlichen Dimensionen und dem Hang zum Hakenschlagen bleibt die Geschichte um finanzielle Mauscheleien aber ohne echten Zug. Stattdessen hüpft der Film durch die Gegend, mal fröhlich, mal mit einem kleinen Stirnrunzeln, bis er es nicht mehr tut und alles vorbei ist.“
„Mal todernst, mal witzig, dabei aber immer unterhaltsam“, meinten die Kritiker der Fernsehzeitschrift TV Spielfilm über den Film und bewerteten diesen mit dem Daumen nach oben.
Oliver Jungen von der FAZ schrieb: „Ohne Crema ist auch keine Lösung: In ‚Requiem für einen Freund‘ ringt Jan Josef Liefers als Advokat Vernau mit Steuersündern und Immobilienhaien, vor allem aber mit einem schlechten Drehbuch.“ „Euer Ehren, wir haben bessere Bücher verdient.“